# Anfield
Anfield je stadion ležící v Liverpoolu, v Anglii. Stadion byl postaven v roce 1884 v oblasti Stanley Parku, kdy na něm začal hrát svoje zápasy Everton FC. V roce 1892, po rozepři s majitelem stadionu Johnem Houldingem, se Everton FC přemístil do Goodison Parku a John Houlding založil nový klub jménem Liverpool FC, který svoje domácí zápasy hraje právě na stadionu Anfield. Kapacita činí 61 000 míst.

## Tribuny, historie
V roce 1906 byla jedna z tribun pojmenována the Spion Kop, což byl kopec, na kterém se odehrála bitva v druhé búrské válce. V této bitvě bylo zabito kolem 300 vojáků z Lancashire regimentu. Většina z těchto vojáků byli Scousers, což jsou obyvatelé Liverpoolu a okolí. Fanoušci, kteří tribunu the Kop navštěvují, jsou známi jako ti nejhlučnější fanoušci na stadionu a říkají si příznačně Kopites. Ve své době měla tribuna kapacitu přes 28 000 fanoušků, což byla z hlediska kapacity jedna z největších tribun na světě. Dlouho se traduje, že pokud domácí kapitán vyhraje rozlosování mincí před výkopem, zvolí si hru s tribunou the Kop za zády. Druhý poločas pak tým hraje proti the Kop, což mu má pomoct ve větší agresivitě a bojovnosti. V roce 1975 byla kvůli získání licence snížena kapacita na 22 000 diváků, v roce 1989 kvůli tragédii na stadionu Hillsborough byla snížena znovu. V roce 1994 byla kompletně přebudována na tribunu pro sedící diváky s kapacitou 12 390 diváků.
Další tribunou je Anfield Road Stand. Tato tribuna je protější k the Kop a nachází se zde sektor pro hostující fanoušky. Tato tribuna je na Anfield Road nejnovější, přestavěna byla v roce 1998 a má kapacitu 9 074 diváků. Boční tribuny jsou Centenary Stand s kapacitou 11 762 diváků a Main Stand s kapacitou 12 227 diváků. Main Stand je nejstarší tribunou, naposledy byla přestavována v roce 1973. V zázemí jsou umístěny hráčské šatny a ředitelské boxy. Současná kapacita činí 45 362 diváků. Stadion je zařazen na listině UEFA jako čtyřhvězdičkový stadion.
30. července udělila liverpoolská radnice povolení k stavbě nového stadionu pro 61 000 sedících diváků, který bude stát pár set metrů dále v Stanley Parku. Dne 8. září radní souhlasí s pronájmem pozemku na 999 let. Po převzetí klubu Georgem Gilletem Jr. a Tomem Hicksem v únoru 2007 noví majitelé potvrdili záměr vybudovat nový stadion, nakonec ale na stadion nedali nic a jejich snahou bylo zničení klubu jako takového. V roce 2011 k obrovské radosti fanoušků Liverpoolu byli nahrazeni společností FSG v jejímž čele stojí nový vlastník John William Henry II, který se do klubu nebojí investovat.
Dne 22. září 2012 se v Daily Mail objevilo, že k žádnému projektu s novým stadionem nedojde, ale naopak Liverpool rozšíří svůj stávající stánek na 60 000 míst. K zvýšení kapacity dojde na tribunách Main Stand. Zpráva zatím není oficiálně zveřejněna, ale je velmi reálné, že k ní dojde. Liverpool za přestavbu zaplatí asi 150 milionů liber, což je obrovský rozdíl naproti 400 milionům liber, kterých by klub stál nový stadion. Před přestavbou stadionu také musí dojít k odkoupení domů v obytné čtvrti blízko stadionu a k jejich zbourání, aby bylo získáno potřebné místo k rozšíření jak stadionu tak parkoviště. Celková kapacita stadionu po přestavbě tribuny Anfield Road Stand v roce 2023 činí 61 000 míst.